# Caenocryptoides convergens
Caenocryptoides convergens là một loài tò vò trong họ Ichneumonidae.